# Pampa del Indio
Pampa del Indio – miasto w Argentynie, w prowincji Chaco, w departamencie Libertador General San Martín.
Według danych szacunkowych na rok 2010 miejscowość liczyła 9 204 mieszkańców.